# بيل سيرينا
بيل سيرينا (بالإنجليزية: Bill Serena)‏ هو لاعب كرة قاعدة أمريكي، ولد في 2 أكتوبر 1924 في ألاميدا في الولايات المتحدة، وتوفي في 17 أبريل 1996 في هايوارد في الولايات المتحدة.

## وصلات خارجية
- بيل سيرينا على موقعبيزبول رفرنس.كوم (الدوري الرئيسي) (الإنجليزية)